# Liste von Wettbewerben für klassische Gitarre
Die Liste von Wettbewerben für klassische Gitarre nennt namhafte (internationale) Wettbewerbe für klassische Gitarre. Vorab werden einige Hintergrundinformationen über die Geschichte und die Teilnehmer der Gitarrenwettbewerbe geliefert.

## Geschichte
- Die Gitarre hat bis zum Ende des Zweiten Weltkrieges bei musikalischen Wettbewerben keine Rolle gespielt.

- In Japan wurde 1949 der erste Gitarrenwettbewerb, heute die „Tokyo International Guitar Competition“[1], veranstaltet und die Modern Japan Guitar Federation in Tokio gegründet. Er wurde zunächst als nationaler Wettbewerb ausgerichtet, in den Jahren 1954, 1955 und 1956 nicht veranstaltet und erst mit dem 6. Wettbewerb 1957 fortgesetzt. Seit dem 25. Wettbewerb 1982 ist er ein internationaler Wettbewerb.
- Die ersten internationalen Gitarren-Wettbewerbe in Europa wurden in den 1950er Jahren vom virtuosen spanischen Gitarristen Andrés Segovia initiiert und gefördert. Im Jahr 1956 gelang es ihm, die Gitarrendisziplin in den renommierten internationalen Musikwettbewerb Concours de Genève[2] zu integrieren.
- In den 1960er Jahren entstanden, initiiert von Andrés Segovia, zwei europäische Wettbewerbe, die bis heute aktiv sind.
  - 1967 startete die „International Guitar Competition Francisco Tárrega“[3] in Benicàssim und
  - 1968 die „Competition Premio Città di Alessandria“ in Alessandria, die 1995 aufgrund des Ablebens ihres Gründers in „International Classical Guitar Competition Michele Pittaluga“[4] umbenannt wurde.
- In Frankreich wurde zwischen 1959 und 1990 der „Concours International de Guitare“ vom O.R.T.F. (heute  Radio France) organisiert. Der Wettbewerb wurde auf Initiative von Robert J. Vidal, stellvertretender Produzent des französischen Radiosenders, gegründet. Im Jahr 2007 wurde ein neuer Wettbewerb, der „Concours International de Guitare Classique Robert J. Vidal“[5] in Barbezieux zu seinen Ehren ins Leben gerufen.
- In Italien initiierte Giuliano Balestra 1972 in Rom den „Concorso Internazionale di Chitarra Fernando Sor“[6] und die Stadt Gargnano veranstaltet seit 1973 die „Incontri Chitarristici dI Gargano“[7], seit 1976 ergänzt um eine International Classical Guitar Competition.
- In den Vereinigten Staaten wurde 1982 die „Guitar Foundation of America International Concert Artist Competition“[8] ins Leben gerufen. Sie wurde bald zu einer der begehrtesten Auszeichnungen für klassische Gitarristen und half das Spiel der klassischen Gitarre in den Vereinigten Staaten zu popularisieren.
- Im Jahr 1985, dem „Europäischen Jahr der Musik“, wurde die „Certamen Internacional de Guitarra Clásica Andrés Segovia“[9] in La Herradura (heute ein Stadtteil von Almuñecar) zu Ehren des Maestro gegründet.
- Seit den 1990er Jahren wurden weltweit viele weitere internationale klassische Gitarrenwettbewerbe ins Leben gerufen (s. Liste von Wettbewerben für klassische Gitarre). Gleichzeitig gelang es das allgemeine Niveau der Gitarrenwettbewerbe zu erhöhen.
- Viele klassische Gitarrenwettbewerbe finden inzwischen während Gitarrenfestivals statt und die Wettbewerbe werden zunehmend von der interessierten Öffentlichkeit besucht.
- Durch Aufzeichnung der Wettbewerbsrunden und Einstellung in Internet-Videoportale, wie YouTube, sowie durch Online-Streaming kann die interessierte Öffentlichkeit weltweit die Wettbewerbe verfolgen, was die Neutralität und die öffentliche Akzeptanz der Juryentscheidungen verbessert.

## Wettbewerbsteilnehmer
- Bei den internationalen klassischen Gitarrenwettbewerben liegt das typische Alter der Teilnehmer zwischen 18 und 35 Jahren. Bei einigen Wettbewerben gibt es keine Altersbeschränkungen.
- Die Teilnehmer der Jugendwettbewerbe dürfen in der Regel bis zu 25 Jahre alt sein.
- Infolge der erhöhten Anzahl von Wettbewerben haben einige Teilnehmer eine ungewöhnlich hohe Anzahl von ersten Preisen (mehr als 15) in professionellen Wettbewerben gewonnen, darunter der ukrainische Gitarrist Marko Topchii (41 Wettbewerbe) und der polnische Gitarrist Marcin Dylla (19 Wettbewerbe).

## Liste von Wettbewerben für klassische Gitarre
Die Liste weist pro Kontinent den Wettbewerbsnamen, das Land, den Ort und die offizielle Website aus und ist nach diesen Spalten sortierbar.

### Asien
| Wettbewerbsname                                                                              | Land                | Ort             | Offizielle Website                                                                           |
| -------------------------------------------------------------------------------------------- | ------------------- | --------------- | -------------------------------------------------------------------------------------------- |
| Calcutta International Classical Guitar Competition                                          | Indien              | Kalkutta        | Calcutta International Classical Guitar Competition                                          |
| Jakarta International Guitar Festival and Competition                                        | Indonesien          | Jakarta         | Jakarta International Guitar Festival and Competition                                        |
| "Guitar Gems" International Classical Guitar Festival & Competition                          | Israel              | Nethanja        | "Guitar Gems" International Classical Guitar Festival & Competition                          |
| Tokyo International Guitar Competition                                                       | Japan               | Tokio           | Tokyo International Guitar Competition                                                       |
| Singapore International Guitar Festival and Competition                                      | Singapur            | Singapur        | Singapore International Guitar Festival and Competition                                      |
| Daejeon International Guitar Competition                                                     | Südkorea            | Daejeon         | Daejeon International Guitar Competition                                                     |
| Taiwan International Guitar Festival and Competition                                         | Taiwan              | Taipeh          | Taiwan International Guitar Festival and Competition                                         |
| Asia International Guitar Festival and Competition                                           | Thailand            | Bangkok         | Asia International Guitar Festival and Competition                                           |
| Nilüfer International Classical Guitar Competition                                           | Türkei              | Nilüfer (Bursa) | Nilüfer International Classical Guitar Competition                                           |
| International Guitar Festival China Changsha                                                 | Volksrepublik China | Changsha        | International Guitar Festival China Changsha                                                 |
| China Shenyang International Guitar Festival International Classical Guitar Open Competition | Volksrepublik China | Shenyang        | China Shenyang International Guitar Festival International Classical Guitar Open Competition |

### Australien und Ozeanien
| Wettbewerbsname                                                         | Land       | Ort      | Offizielle Website                                                      |
| ----------------------------------------------------------------------- | ---------- | -------- | ----------------------------------------------------------------------- |
| Adelaide Guitar Festival and International Classical Guitar Competition | Australien | Adelaide | Adelaide Guitar Festival and International Classical Guitar Competition |

### Europa
| Wettbewerbsname                                                                                                | Land                                              | Ort                                  | Offizielle Website                                                                                             |
| --- | ------------------------------------------------- | ------------------------------------ | --- |
| Sarajevo International Guitar Festival                                                                         | Bosnien und Herzegowina                           | Sarajevo                             | Sarajevo International Guitar Festival                                                                         |
| International Competition Young Virtuosos                                                                      | Bulgarien                                         | Sofia                                | International Competition Young Virtuosos                                                                      |
| International Guitar Competition Berlin                                                                        | Deutschland                                       | Berlin                               | International Guitar Competition Berlin                                                                        |
| Braunschweig Classic Open International Music Competition                                                      | Deutschland                                       | Braunschweig                         | Braunschweig Classic Open International Music Competition                                                      |
| Internationales Gitarrenfestival und Internationaler Gitarrenwettbewerb Heinsberg                              | Deutschland                                       | Heinsberg                            | Internationales Gitarrenfestival und Internationaler Gitarrenwettbewerb Heinsberg                              |
| Internationales Gitarrenfestival Gevelsberg                                                                    | Deutschland                                       | Gevelsberg                           | Internationales Gitarrenfestival Gevelsberg                                                                    |
| Koblenz International Guitar Festival & Academy                                                                | Deutschland                                       | Koblenz                              | Koblenz International Guitar Competition                                                                       |
| International Guitar Competition Iserlohn                                                                      | Deutschland                                       | Villigst und Iserlohn                | International Guitar Competition Iserlohn                                                                      |
| Internationaler Gitarrenwettbewerb Nürtingen                                                                   | Deutschland                                       | Nürtingen                            | Internationaler Gitarrenwettbewerb Nürtingen                                                                   |
| Concours de Guitare en Pays Tarnais                                                                            | Frankreich                                        | Albi                                 | Concours de Guitare en Pays Tarnais                                                                            |
| Concours international de guitare Ville d’Antony                                                               | Frankreich                                        | Antony                               | Concours international de guitare Ville d’Antony                                                               |
| Concours International de Guitare Classique Robert J. Vidal                                                    | Frankreich                                        | Barbezieux                           | Concours International de Guitare Classique Robert J. Vidal                                                    |
| International Guitar Competition Rene Bartoli                                                                  | Frankreich                                        | Aix-en-Provence                      | International Guitar Competition Rene Bartoli                                                                  |
| Volos International Guitar Festival                                                                            | Griechenland                                      | Volos                                | Volos International Guitar Festival                                                                            |
| Michele Pittaluga International Classical Guitar Competition                                                   | Italien                                           | Alessandria                          | International Guitar Competition Michele Pittaluga                                                             |
| Concorso internazionale di chitarra Ruggero Chiesa - Città di Camogli                                          | Italien                                           | Camogli                              | Concorso internazionale di chitarra Ruggero Chiesa - Città di Camogli                                          |
| Festival Internazionale di Chitarra Classica Claxica, Concorso di Esecuzione                                   | Italien                                           | Castel d’Aiano                       | Festival Internazionale di Chitarra Classica Claxica, Concorso di Esecuzione                                   |
| Concorso Internazionale di Chitarra Alvaro Mantovani                                                           | Italien                                           | Follonica                            | Concorso Internazionale di Chitarra Alvaro Mantovani                                                           |
| Incontri Chitarristici di Gargnano - Concorso Internazionale de Gargnano                                       | Italien                                           | Gargnano                             | Incontri Chitarristici di Gargnano - Concorso Internazionale de Gargnano                                       |
| Concorso Europeo di Chitarra Classica Enrico Mercatali                                                         | Italien                                           | Gorizia                              | Altamira Gorizia Guitar Competitio                                                                             |
| Festival Internazionale della Chitarra – Mottola, Concorso Internazionale di esecuzione per Chitarra           | Italien                                           | Mottola                              | Festival Internazionale della Chitarra – Mottola, Concorso Internazionale di esecuzione per Chitarra           |
| Concorso Internazionale di Chitarra Stefano Strata                                                             | Italien                                           | Pisa                                 | Concorso Internazionale di Chitarra Stefano Strata                                                             |
| Concorso Internazionale di Chitarra Fernando Sor                                                               | Italien                                           | Rom                                  | Concorso Internazionale di Chitarra Fernando Sor                                                               |
| Concorso Internazionale di Chitarra Ferdinando Carulli                                                         | Italien                                           | Rom                                  | Concorso Internazionale di Chitarra Ferdinando Carulli                                                         |
| Concurso Internacional Bienal de Guitarra Emilio Pujol                                                         | Italien                                           | Sassari                              | Concurso Internacional Bienal de Guitarra Emilio Pujol                                                         |
| Concorso internazionale di chitarra classica Valle dei Laghi                                                   | Italien                                           | Vezzano                              | Concorso internazionale di chitarra classica Valle dei Laghi                                                   |
| International Guitar Competition Maurizio Biasini                                                              | Italien Schweiz Frankreich und Vereinigte Staaten | Bologna, Basel, San Francisco, Paris | International Guitar Competition Maurizio Biasini                                                              |
| Zagreb Guitar Festival and International Guitar Competition                                                    | Kroatien                                          | Zagreb                               | Zagreb Guitar Festival and International Guitar Competition                                                    |
| Liechtensteiner Gitarrentage ligita, Internationaler ligita Gitarrenwettbewerb                                 | Liechtenstein                                     | Eschen                               | Internationaler ligita Wettbewerb für Gitarrenduos                                                             |
| Montenegro International Guitar Competition                                                                    | Montenegro                                        | Podgorica                            | Montenegro International Guitar Competition                                                                    |
| Twents Gitaarfestival                                                                                          | Niederlande                                       | Enschede                             | Twents Gitaarfestival                                                                                          |
| Forum Gitarre Wien                                                                                             | Österreich                                        | Wien                                 | Forum Gitarre Wien                                                                                             |
| Guitar Masters International Competition                                                                       | Polen                                             | Breslau                              | Guitar Masters International Competition                                                                       |
| Silesian Guitar Autumn, Jan Edmund Jurkowski Memorial Guitar Competition                                       | Polen                                             | Tychy                                | Silesian Guitar Autumn, Jan Edmund Jurkowski Memorial Guitar Competition                                       |
| Concurso Internacional de Guitarra Clássica Guitarmania                                                        | Portugal                                          | Almada                               | |
| Amarante International Guitar Competition                                                                      | Portugal                                          | Amarante                             | Amarante International Guitar Competition                                                                      |
| Concurso e Festival Internacional de Guitarra Clássica de Sernancelhe                                          | Portugal                                          | Sernancelhe                          | Concurso e Festival Internacional de Guitarra Clássica de Sernancelhe                                          |
| Viseu International Guitar and Piano Competition                                                               | Portugal                                          | Viseu                                | Viseu International Guitar and Piano Competition                                                               |
| Transilvania International Classical Guitar Competition                                                        | Rumänien                                          | Cluj-Napoca                          | Transilvania International Classical Guitar Competition                                                        |
| Alexander Frauchi International Guitar Competition and Festival                                                | Russland                                          | Moskau                               | Alexander Frauchi International Guitar Competition and Festival                                                |
| Festival Internacional de Guitare de Lausanne, Concours International de Guitare de Lausanne Víctor Pellegrini | Schweiz                                           | Lausanne                             | Festival Internacional de Guitare de Lausanne, Concours International de Guitare de Lausanne Víctor Pellegrini |
| Guitar Art Festival                                                                                            | Serbien                                           | Belgrad                              | Guitar Art Festival                                                                                            |
| World Guitar Competition                                                                                       | Serbien                                           | Novi Sad                             | World Guitar Competition                                                                                       |
| Certamen Internacional de Guitarra Clásica Julián Arcas                                                        | Spanien                                           | Almería                              | Certamen Internacional de Guitarra Clásica Julián Arcas                                                        |
| Certamen Internacional de Guitarra Clásica Andrés Segovia                                                      | Spanien                                           | Almuñecar                            | Certamen Internacional de Guitarra Clásica Andrés Segovia                                                      |
| International Guitar Competition Francisco Tárrega                                                             | Spanien                                           | Benicàssim                           | International Guitar Competition Francisco Tárrega                                                             |
| Festival Internacional de Guitarra "Ciudad de Coria", "Ciudad de Coria" (Senior) Certamen                      | Spanien                                           | Coria                                | Festival Internacional de Guitarra "Ciudad de Coria", "Ciudad de Coria" (Senior) Certamen                      |
| Linares International Guitar Competition Andrés Segovia                                                        | Spanien                                           | Linares                              | Linares International Guitar Competition Andrés Segovia                                                        |
| Concurso International de Guitarra Clásica Gredos San Diego                                                    | Spanien                                           | Madrid                               | Concurso Internacional de Guitarra Clásica Gredos San Diego                                                    |
| International Classical Guitar Competition José Tomás - Villa de Petrer                                        | Spanien                                           | Petrer                               | International Classical Guitar Competition José Tomás - Villa de Petrer                                        |
| Concurso Internacional de Guitarra Alhambra                                                                    | Spanien                                           | Valencia                             | Concurso Internacional de Guitarra Alhambra                                                                    |
| International GuitAs Guitar Art Contest                                                                        | Ukraine                                           | Kiew                                 | International GuitAs Guitar Art Contest                                                                        |
| Budapest International Guitar Festival & Competition                                                           | Ungarn                                            | Budapest                             | Budapest International Guitar Festival & Competition                                                           |
| London International Guitar Competition                                                                        | Vereinigtes Königreich                            | London                               | London International Guitar Competition                                                                        |

#### Davon Jugendwettbewerbe
| Wettbewerbsname                                               | Land        | Ort               | Offizielle Website                                              |
| ------------------------------------------------------------- | ----------- | ----------------- | --------------------------------------------------------------- |
| Heinrich Albert Gitarrenwettbewerb                            | Deutschland | Gauting           | Heinrich Albert Gitarrenwettbewerb                              |
| Gitarrenfestival Gevelsberg                                   | Deutschland | Gevelsberg        | Gitarrenfestival Gevelsberg                                     |
| International Competition for Young Guitarists Andrés Segovia | Deutschland | Monheim am Rhein  | International Competition for Young Guitarists «Andrés Segovia» |
| Terra Siculorum International Classical Guitar Competition    | Rumänien    | Odorheiu Secuiesc | Terra Siculorum International Classical Guitar Competition      |

### Nord- und Südamerika
| Wettbewerbsname                                                                  | Land                                              | Ort                           | Offizielle Website                                                               |
| -------------------------------------------------------------------------------- | ------------------------------------------------- | ----------------------------- | -------------------------------------------------------------------------------- |
| International Guitar Competition Maurizio Biasini                                | Italien Schweiz Frankreich und Vereinigte Staaten | Bologna, Basel, San Francisco | International Guitar Competition Maurizio Biasini                                |
| Festival Concurso Internacional de Guitarra de La Habana                         | Kuba                                              | Havanna                       | Festival y Concurso Internacional de Guitarra de la Habana                       |
| International Guitar Festival Sinaloa, International Guitar Competition Culiacán | Mexiko                                            | Culiacán                      | International Guitar Festival Sinaloa, International Guitar Competition Culiacán |
| Parkening International Guitar Competition                                       | Vereinigte Staaten                                | Malibu                        | Parkening International Guitar Competition                                       |
| Guitar Foundation of America International Concert Artist Competition            | Vereinigte Staaten                                | Verschiedene Orte             | Guitar Foundation of America International Concert Artist Competition (ICAC)     |
| JoAnn Falletta International Guitar Concerto Competition                         | Vereinigte Staaten                                | Buffalo                       | JoAnn Falletta International Guitar Concerto Competition                         |
| Miami International GuitART Festival and Concert Artist Performance Competition  | Vereinigte Staaten                                | Miami                         | Miami International GuitART Festival and Concert Artist Performance Competition  |
| Wilson Center Guitar Festival                                                    | Vereinigte Staaten                                | Wisconsin                     | Wilson Center Guitar Competition & Festival                                      |
| Indiana International Guitar Festival and Competition                            | Vereinigte Staaten                                | Bloomington                   | Indiana International Guitar Festival & Competition                              |
| Annual Texas Guitar Competition and Festival                                     | Vereinigte Staaten                                | Dallas                        | Annual Texas Guitar Competition and Festival                                     |
| Guitar Symposium Competition                                                     | Vereinigte Staaten                                | Columbus                      | Guitar Symposium & Competition                                                   |